# Vincenzo Pinton
Vincenzo Pinton (Vicenza, 14 marzo 1914 – Venezia, 8 aprile 1980) è stato uno schermidore italiano, specializzato nella sciabola. Ha vinto quattro medaglie d'Argento nella scherma ai Giochi olimpici. Pinton ha vinto un argento nella sciabola individuale all'Olimpiade di Londra 1948 e 3 argenti nella sciabola a squadre alle Olimpiadi di Berlino 1936 , Londra 1948 e Helsinki 1952.

## Palmarès
In carriera ha ottenuto i seguenti risultati:

### Giochi olimpici
Individuale
- Argento nella sciabola a Londra 1948

A squadre
- Argento nella sciabola a Berlino 1936
- Argento nella sciabola a Londra 1948
- Argento nella sciabola a Helsinki 1952

### Mondiali
Individuale
- Argento nella sciabola a Montecarlo 1950
- Bronzo nella sciabola a Il Cairo 1949

A squadre
- Oro nella sciabola a Lisbona 1947
- Oro nella sciabola a Il Cairo 1949
- Oro nella sciabola a Montecarlo 1950
- Argento nella sciabola a Budapest 1933
- Argento nella sciabola a Varsavia 1934
- Argento nella sciabola a Losanna 1935
- Argento nella sciabola a Parigi 1937
- Argento nella sciabola a Stoccolma 1951
- Argento nella sciabola a Bruxelles 1953

### Campionati italiani
Individuale
- Oro nella sciabola nel 1936
- Oro nella sciabola nel 1939
- Oro nella sciabola nel 1940
- Oro nella sciabola nel 1947
- Oro nella sciabola nel 1951

A squadre